# Neederkogl
Neederkogl är ett berg i Österrike.   Det ligger i distriktet Imst och förbundslandet Tyrolen, i den västra delen av landet, 400 km väster om huvudstaden Wien. Toppen på Neederkogl är 2 407 meter över havet.
Terrängen runt Neederkogl är bergig västerut, men österut är den kuperad. Terrängen runt Neederkogl sluttar västerut. Närmaste större samhälle är Telfs, 20,0 km norr om Neederkogl. 
Trakten runt Neederkogl består i huvudsak av gräsmarker. Runt Neederkogl är det ganska glesbefolkat, med 35 invånare per kvadratkilometer.